# 青森県道106号尾上停車場線
青森県道106号尾上停車場線（あおもりけんどう106ごう おのえていしゃじょうせん）は、青森県平川市を通る一般県道である。

## 概要
弘南鉄道弘南線津軽尾上駅から青森県道13号大鰐浪岡線に至る短距離路線である。

### 路線データ
- 起点：尾上停車場[1]
- 終点：大鰐浪岡線交点（平川市）[1]

## 歴史
- 1961年（昭和36年）2月10日 - 県道に認定される[1]。

## 地理

### 交差する道路
- 青森県道13号大鰐浪岡線（平川市、終点）

### 沿線の施設など
- 弘南鉄道弘南線 津軽尾上駅
- 弘南バス 尾上駅前バス停
- 大和温泉（尾上駅前温泉）